# 長崎大學停留場
長崎大學停留場（日语：／ Nagasaki Daigaku teiryūjō */?），又稱長崎大學電車站，是位於長崎縣長崎市若葉町，長崎電氣軌道本線的電車站。車站編號為15。
正如站名作示，電車站位於長崎大學（文教校園）正門前，較多學生和職員使用此電車站。

## 歷史
電車站在1950年（昭和25年）本線大橋至住吉之間開通時同日啟用。電車站啟用當時名為家野町停留場（日语：／），當時此電車站至住吉停留場之間沒有中途電車站。
電車站名稱在1966年（昭和41年）改為長崎大學前停留場（日语：／）。在2018年（平成30年）為了明確標示大學位置，因此刪去「前」字，改名為長崎大學停留場。

### 年表
- 1950年（昭和25年）9月16日 - 家野町停留場啟用[2]。
- 1966年（昭和41年）9月20日 - 電車站改名為長崎大學前停留場[2]。
- 1969年（昭和44年）3月 - 設置行人天橋。
- 1999年（平成11年）
  - 8月27日 - 為了解決道路擁塞，便把行人天橋撤走[6][7]。同時設置了行人過路處。
  - 9月21日 - 電車站遷移[2]。在28日電車站裝修工程完成[6]。
- 2018年（平成30年）8月1日 - 電車站改名為長崎大學停留場[5][8]。

## 電車站構造

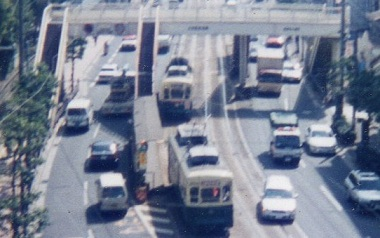
撤走行人天橋前的電車站

電車站是建造在共用行車道上。電車站設有2面2線的低地台相對式月台（千鳥式月台）。兩月台間隔行人過路處，北邊為長崎站前方向月台，南邊為赤迫方向月台。
曾經月台上設有行人天橋，後來在1999年撤走。隨後電車站進行裝修工程，兩月台延長至24米，月台上蓋已被更換。

### 運行系統
此電車站是本線電車站之一。當中1、2、3系統駛入此站。

## 使用狀況
根據「長崎電軌」的調査，以下為1日的上下車人次資料。
- 1998年 - 3,355人[1]
- 2015年 - 3,400人[13]

## 電車站周邊
電車站位於長崎大學正門前，附近設有一些主要服務學生的餐廳。
長崎大學文教校園正門側設有國道206號行走，後門（東門）側設有長崎縣道113號長與昭和町線行走。電車於國道上行走，為了區間正門和後門的道路，正門一方的道路名為「電車通」。
- 長崎大學文教校園
  - 設有大學總部、全學教育棟（舊教養部）、6個學系（教育學系、工學系、藥學系、水產學系、環境科學系和多文化社會學系）。該大學的坂本校園內醫學系和牙科學系，以及片淵校園內經濟學系的學生也會前往文教校園，以出席一般教養科目的課節。
- 純心中學·純心女子高等學校（日语：純心中学校・純心女子高等学校）
  - 從大學正門橫越校園前往東門，然後橫過縣道113號便到達該處（步行10 - 15分鐘）。
- Italian Tomato（日语：イタリアントマト） Cafejr
- Geo長崎大學前店
- 愛宕汽車學校長大前服務中心
- 最好電器BFS住吉店
- OK家居與園藝住吉店
- 長崎巴士（日语：長崎自動車）、長崎縣營巴士（日语：長崎県交通局）
  - 「長崎大學前」巴士站（長崎大學一方）
  - 「長崎大學前」、「長崎振興局（日语：長崎振興局）前」巴士站（對面）

## 相鄰電車站
長崎電氣軌道
本線（■1號系統、□2號系統、■3號系統）
若葉町（14）－長崎大學（15）－岩屋橋（16）

## 注腳
1. 1 2  田栗 & 宮川 2000，第47頁.
2. 1 2 3 4 5  今尾 2009，第57頁.
3. ↑  田栗 2005，第157頁.
4. 1 2 3  田栗 2005，第56頁.
5. 1 2  . 長崎電氣軌道. 2018-03-30  [2018-04-04]. （原始内容存档于2018-03-30） （日语）.
6. 1 2  100年史，第198頁.
7. 1 2  100年史，第114頁.
8. ↑  浅野孝仁. . 毎日新聞（地方版・長崎） (毎日新聞西部本社). 2018-07-31: 23 （日语）.
9. ↑  100年史，第130頁.
10. 1 2  川島 2013，第45頁.
11. ↑  川島 2007，第117頁.
12. 1 2  田栗 & 宮川 2000，第48頁.
13. ↑  100年史，第124頁.